# راكدة خلات الكالسيوم
راكدة خلات الكالسيوم (الاسم العلمي: Acinetobacter calcoaceticus) هي نوع من البكتيريا يتبع جنس الراكدة من الفصيلة الموراكسيلية. وهي بكتيريا عصوية مكورة غير متحركة سلبية الغرام، تنمو في ظل الظروف الهوائية، كما أنها إيجابية الكاتالاز وسلبية الأكسيداز. وهي جزء من البكتيريا المعوية الطبيعية للإنسان. ويشار إلى راكدة خلات الكالسيوم مع الراكدة البومانية باسم مركب الركدة البومانية وراكدة خلات الكالسيوم، وهو مركب سهل التعرف عليه نسبيا استنادا إلى الخصائص الظاهرية المذكورة. ولتحديد الأنواع الأخرى من راكدة خلات الكالسيوم يجب تحديد النمط الجيني لها.

## موطنها
راكدة خلات الكالسيوم هي بكتيريا التربة. وقد ثبت أنها سائدة في بعوض النمر «الزاعجة المنقطة بالأبيض».

## التمثيل الغذائي
حمض فلوروجلوكينول الكربوكسليك هو ناتج انحلالي يُفرَز من قِبَل راكدة خلات الكالسيوم التي تنمو على (+) - كاتيشين كمصدر وحيد للكربون.

## الأهمية السريرية
يمكن لراكدة خلات الكالسيوم أن تكون ممرضة، وقد تسبب عدوى انتهازية في المرضى الذين يعانون من أمراض كامنة متعددة.

## الاستخدامات
يمكن استخدام راكدة خلات الكالسيوم كبديل للراكدة البومانية في إعدادات المختبر، وتنشأ قابلية التبادل بين هذين النوعين من درجة تشابههما وقدرتهما على تشكيل مجمع راكدة خلات الكالسيوم والراكدة البومانية. وتشمل العوامل المساهمة الأخرى الفعالية بالنسبة للتكلفة لراكدة خلات الكالسيوم مقارنة بالراكدة البومانية، وأيضا قدرة راكدة خلات الكالسيوم على امتصاص الحمض النووي بسهولة.

## روابط خارجية
- Acinetobacter calcoaceticus on www.ncbi.nlm.nih.gov
- Type strain of Acinetobacter calcoaceticus at BacDive - the Bacterial Diversity Metadatabase